# Drosophila subopaca
Drosophila subopaca är en tvåvingeart som beskrevs av Elmo Hardy och Kaneshiro 2001. Drosophila subopaca ingår i släktet Drosophila och familjen daggflugor.
Artens utbredningsområde är Hawaii.